# 북비산로
북비산로(Bukbisan-ro)는 대구광역시 서구 이현동 서대구 나들목과 비산동을 잇는 대구광역시의 도로이다. 대구광역시도 제54호선의 일부를 구성한다.

## 주요 경유지
대구광역시
- 서구 (이현동 · 평리동 · 비산동)

## 노선
| 이름                        | 접속 노선                                                     | 소재지     | 소재지 | 비고 |
| --------------------------- | ------------------------------------------------------------- | ---------- | ------ | ---- |
| 서대구 나들목               | 451호선 중부내륙고속도로지선 대구광역시도 제11호선 (신천대로) | 대구광역시 | 서구   |      |
| 서대구역네거리 서대구역     | 대구광역시도 제31호선 (와룡로)                                | 대구광역시 | 서구   |      |
| 대구서평초등학교            | 대구광역시도 제37호선 (당산로)                                | 대구광역시 | 서구   |      |
| (서평지하차도 남단과 북단)  | 염색공단중앙로                                                | 대구광역시 | 서구   |      |
| 평리네거리                  | 국도 제5호선 (서대구로)                                       | 대구광역시 | 서구   |      |
| 대평중학교 대구비산초등학교 | 통학로                                                        | 대구광역시 | 서구   |      |
| 북비산네거리                | 대구광역시도 제51호선 (달서로)                                | 대구광역시 | 서구   |      |
| 태평로와 직결               |                                                               |            |        |      |

## 주요 건물 및 시설
- 한전KDN 대구경북지역본부 (대구광역시 서구 북비산로 27)
- 서대구역 (대구광역시 서구 와룡로 527)
- 대구평리1동우편취급국 (대구광역시 서구 북비산로 311)